# 分水岭

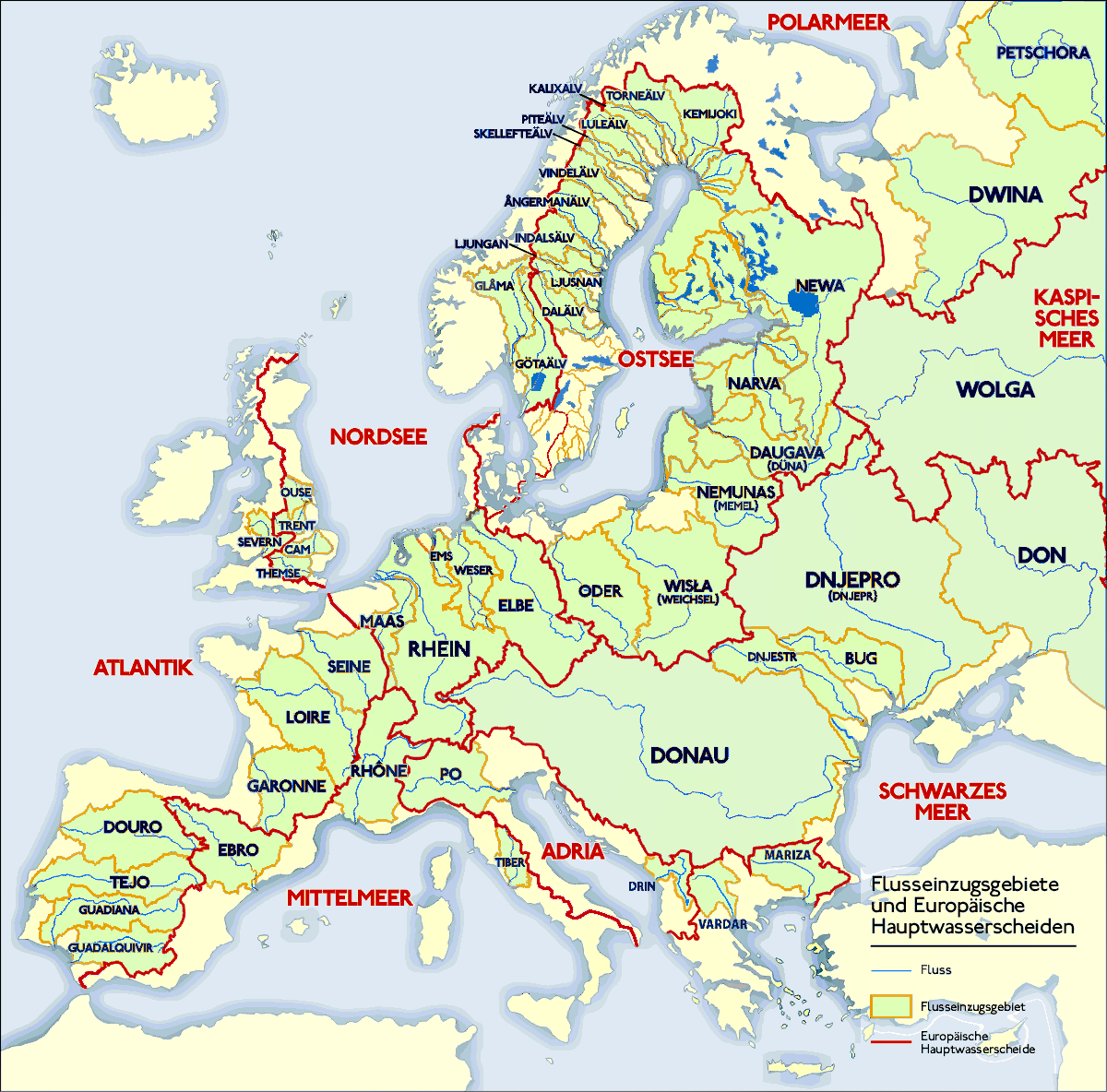
歐洲主要的分水嶺

分水嶺（美国英语：Drainage divide；英國英語：Watershed）是河流流域邊緣較高處相連成線，以與相鄰的流域區隔，又稱為分水線。分水嶺不但是自然地理學里的分界線也常常是政治地理学里的分界线。

## 分水嶺的種類
分水嶺可分為三類：
- 大陸分水嶺：分水嶺兩側的河流注入不同的海域，例如北美洲洛磯山脈以西的河流流入太平洋，以東的流入墨西哥湾。

- 主要分水嶺：分水嶺兩側的河流注入同一個海洋但彼此並不相交，如大别山是长江水系与淮河水系的分水岭，南岭是长江水系与珠江水系的分水岭。

- 次要分水嶺：同一水系內不同支流間的分水嶺，例如密西西比河上游和密蘇里河間的分水嶺。

分水嶺為河道運輸構成障礙。在工業革命以前需要陸上運輸接駁，後來修築了运河把相鄰流域連接起來。